# 窪俊満

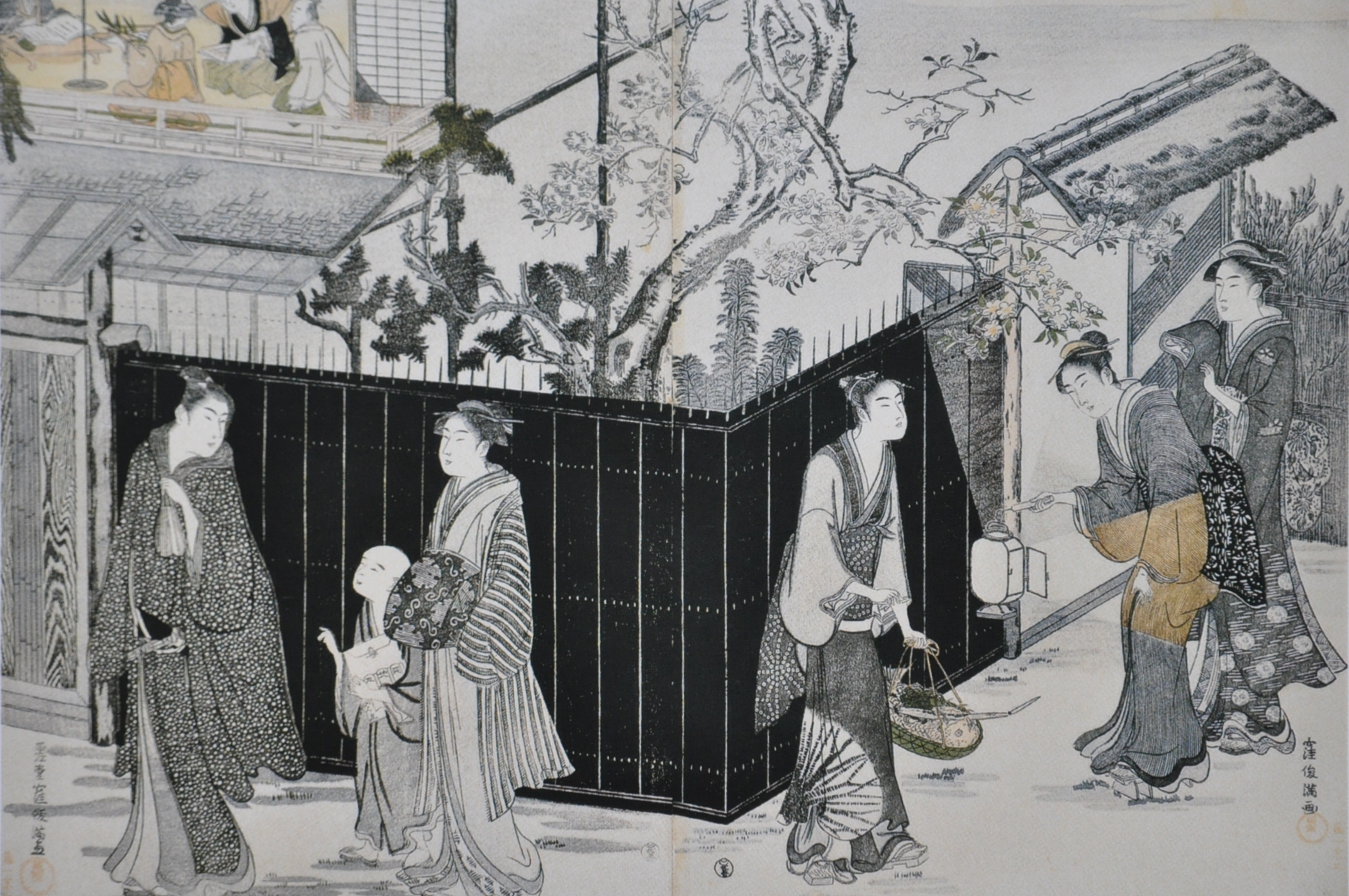
「夜景、堀の内外」　大判3枚続の内右2図。天明末期、大英博物館など所蔵

窪 俊満（くぼ しゅんまん、宝暦7年〈1757年〉 - 文政3年9月20日〈1820年10月26日〉）とは、江戸時代の浮世絵師、戯作者、歌人。北尾重政の門人で、同門の北尾政演（山東京伝）、北尾政美（鍬形蕙斎）と並び、代表的な弟子である。

## 来歴

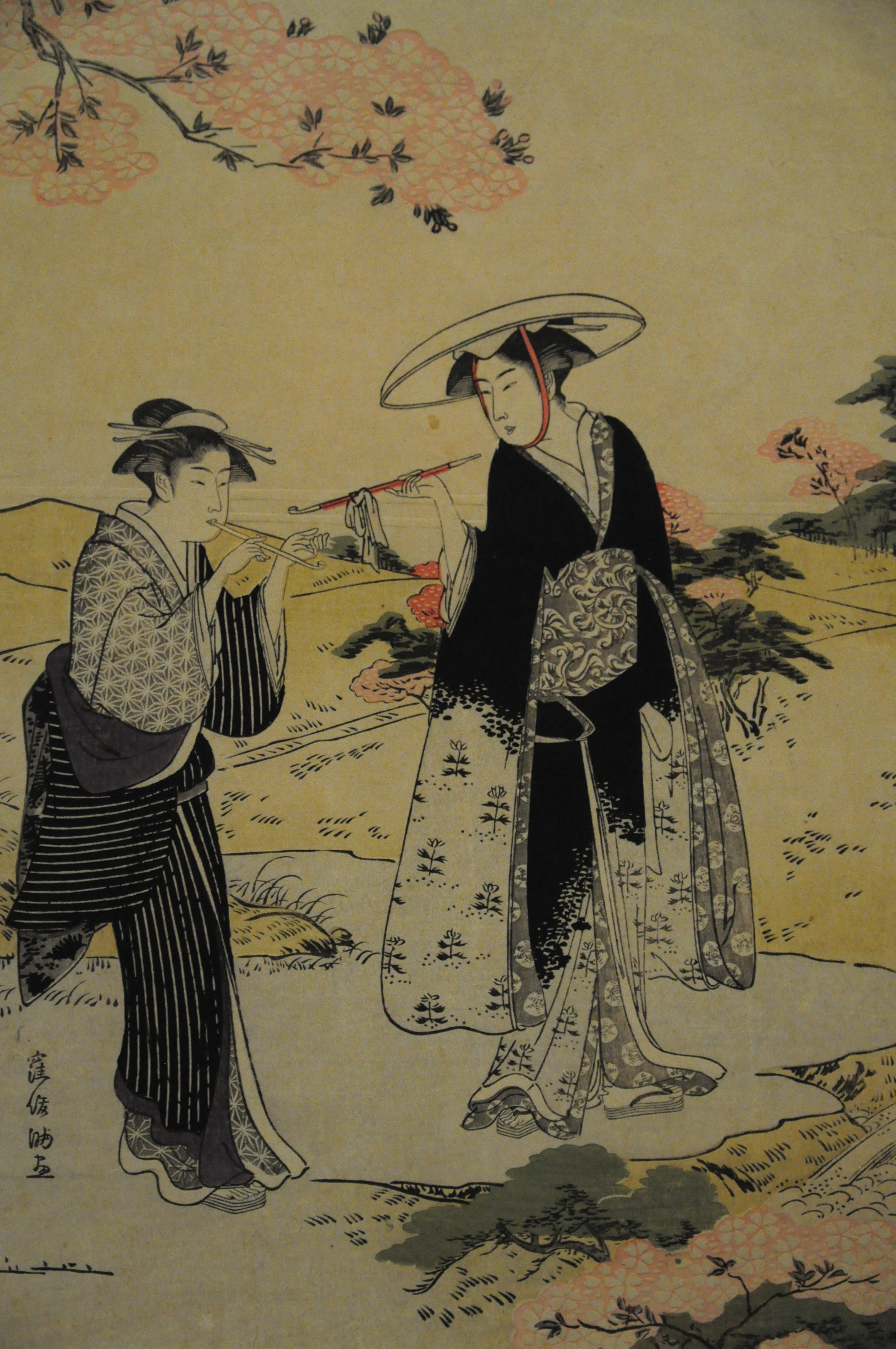
「桜下喫煙」　間判2枚続の左図。東京国立博物館所蔵

姓は窪田または窪。通称易兵衛または安兵衛。画号を窪俊満と称した。他に尚左堂（これは俊満が左利きであったことによる号）とも号す。戯作号は南陀伽紫蘭、黄山堂、狂歌号・一節千杖、俳号・塩辛坊。宝暦7年に江戸に生まれる。幼いとき父親を失い、伯父によって養われた。小伝馬町、亀井町、神田富松町などに居住した。初めは楫取魚彦に学び、春満と称した。安永末頃に北尾重政門に入って北尾を称す。天明2年（1782年）に楫取が亡くなると、画名を俊満と改めた。
作画期は安永中葉から文化末年までに及ぶ。安永8年、北川豊章（歌麿）作画の黄表紙『通鳧寝子の美女』（かよいけりねこのわざくれ）を黄山堂の名で発表したのが初作であった。それ以降黄表紙10部、洒落本3部を描いた。画風は師の重政風というよりは鳥居清長風の美人画を描いており、俊満の地味な美人画は清長や歌麿の台頭にあって目立たずに美人画の作品は少なく、むしろ肉筆美人画が多くみられる。また紅嫌いの作品が良く知られている。俊満の紅嫌いは錦絵のほか、肉筆浮世絵にもみられる。特に狂歌摺物を得意とし、その点数は500点に及ぶという。
寛政以後、石川雅望に狂歌を学んで判者になっており、文学にも親しみ、狂歌摺物や版本の作画に活躍したほか沈金彫りや貝細工などにも長じた多芸な人であった。享年64。墓所は台東区蔵前の榧寺（旧名・正覚寺）、法名は善誉尚左俊満居士。墨田区東向島の法泉寺境内には、窪俊満の歌碑が残る。

## 作品

### 版本挿絵
- 『玉菊灯籠弁』 洒落本 南陀伽紫蘭（俊満）作 安永9年
- 『画鵠（がこう）』 画譜 天明3年
- 『狂歌虫合』 狂歌本 自画自編 寛政4年
- 『狂歌左鞆絵』 狂歌本 自画自編 享和2年
- 『狂歌水薦（こも）集』 狂歌本 滝水楼米人編 文化11年
- 『朧月夜恋香繍史』 読本 俳諧亭柳浪作 文政3年

### 錦絵
- 「中田屋楼上酒宴図（俳諧席の戻り）」　間判3枚続　大英博物館など所蔵　天明中期
- 「宇治茶摘み」　間判3枚続　東京国立博物館など所蔵　天明中期
- 「六玉川」　大判6枚続　「調布の玉川」、「野路の玉川」、「井出の玉川」、「三島の玉川」、「野田の玉川」、「高野の玉川」 ギメ東洋美術館、ミネアポリス美術館など所蔵　天明末期
- 「六玉川 野路の玉川」　大判 山口県立萩美術館・浦上記念館所蔵
- 「曲水の宴」　大判3枚続　個人蔵など　天明末期
- 「柳と梅に鶯」 色紙版 摺物
- 「群鳥画譜」 色紙版 摺物

### 肉筆画
| 作品名                                                                           | 技法         | 形状・員数 | 寸法（縦x横cm）  | 所有者                                   | 年代                 | 落款・落款                              | 備考 |
| -------------------------------------------------------------------------------- | ------------ | ---------- | ---------------- | ---------------------------------------- | -------------------- | --------------------------------------- | --- |
| 美人桜狩図                                                                       | 絹本着色     | 1幅        |                  | 東京国立博物館                           |                      |                                         | |
| 三井呉服店之図                                                                   | 絹本淡彩     | 1幅        |                  | 三井記念美術館                           |                      |                                         | |
| 太夫道中図                                                                       | 絹本着色     | 1幅        |                  | 出光美術館                               |                      |                                         | 遊女湖光賛 |
| 藤娘と念仏鬼図                                                                   | 絹本着色     | 1幅        |                  | 出光美術館                               |                      |                                         | 山東京伝賛 |
| 太夫春装図                                                                       | 絹本着色     | 1幅        |                  | 出光美術館                               |                      |                                         | 鴬斎賛 |
| 雪中二美人図                                                                     | 絹本着色     | 1幅        |                  | ニューオータニ美術館                     |                      |                                         | |
| 美人図･萩花図                                                                    | 紙本         | 3幅対      |                  | ニューオータニ美術館                     |                      |                                         | |
| 夏の宵図（宵の送り図）                                                           | 絹本着色     | 1幅        |                  | 浮世絵太田記念美術館                     |                      |                                         | |
| 二美人遊歩図                                                                     | 絹本着色     | 1幅        |                  | 浮世絵太田記念美術館                     |                      |                                         | |
| 雪梅二美人図                                                                     | 絹本着色     | 1幅        |                  | 浮世絵太田記念美術館                     |                      |                                         | |
| 砧打ち図                                                                         | 絹本着色     | 1幅        |                  | 根津美術館                               |                      |                                         | |
| 砧打ち図                                                                         | 絹本着色     | 1幅        |                  | 千葉市美術館                             |                      |                                         | |
| 萩の玉川二美人図                                                                 | 絹本着色     | 1幅        | 83.0x31.5        | 摘水軒記念文化振興財団                   |                      | 落款「窪俊満画」                        | |
| お福図                                                                           | 絹本着色     | 1幅        |                  | 城西大学水田美術館                       |                      |                                         | |
| 朝顔図                                                                           | 絹本着色     | 1幅        | 92.6x31.1        | 群馬県立近代美術館戸方庵井上コレクション |                      |                                         | |
| 砧の玉川図                                                                       | 絹本墨画淡彩 | 1幅        |                  | 日本浮世絵博物館                         |                      |                                         | |
| 桜下遊女図                                                                       | 絹本墨画淡彩 | 1幅        |                  | 日本浮世絵博物館                         |                      |                                         | |
| 松風村雨図                                                                       | 絹本墨画淡彩 | 1幅        |                  | 日本浮世絵博物館                         |                      |                                         | |
| 官女観梅図                                                                       | 絹本着色     | 1幅        |                  | 日本浮世絵博物館                         |                      |                                         | |
| 諸層美人図                                                                       | 絹本着色     | 1幅        |                  | 日本浮世絵博物館                         |                      |                                         | |
| 遊女立姿図                                                                       | 絹本墨画淡彩 | 1幅        |                  | 日本浮世絵博物館                         |                      |                                         | |
| 七草を囃す美人図                                                                 | 絹本着色     | 1幅        |                  | 日本浮世絵博物館                         |                      |                                         | |
| 鰹と海老図                                                                       | 絹本着色     | 1幅        |                  | 日本浮世絵博物館                         |                      |                                         | |
| 桜下美人                                                                         | 絹本着色     | 1幅        |                  |                                          |                      | 落款「俊満」/「俊満」朱文円印           | 「津守國冬 うす墨にかく玉章とみゆるかなかすめるそらに帰る鴈かね 芝叟馬書筆」の画賛あり                                                          |
| 夕涼美人                                                                         | 絹本着色     | 1幅        |                  |                                          |                      |                                         | |
| 雨乞小町                                                                         | 絹本着色     | 1幅        |                  | 光ミュージアム                           |                      | 落款「尚左堂俊満書画」/「俊満」朱文円印 | 「さりとては 又ことはりも いひにくし 小のゝ小町の 雨の御無心 蜀山人」の画賛あり。この歌は文化14年（1817年）刊行の『千紅万紫』に収録されている。 |
| 竹林三美人図                                                                     | 絹本墨画淡彩 | 1幅        |                  | MOA美術館                                |                      |                                         | |
| 初鰹図                                                                           | 絹本着色     | 1幅        |                  | 奈良県立美術館                           | 文化期               |                                         | |
| 鰹海老図                                                                         | 絹本着色     | 1幅        | 94.1x32.5        | 豊中市教育委員会                         |                      | 落款「俊満并写」                        | 大田南畝、芍薬亭長根、浅草市人、鹿津部真顔、千秋庵三陀羅法師、石川雅望、俊満自身の狂歌賛。                                                      |
| 狂歌堂真顔・朱楽菅江像                                                           | 紙本淡彩     | 双幅       | 102.0x28.2（各） | 仙台市博物館                             |                      | 落款「俊満」/「俊満」朱文円印           | |
| 六歌仙図                                                                         | 絹本墨画淡彩 | 1幅        |                  | 熊本県立美術館                           |                      | 落款「尚左堂俊満題画」/「俊満」朱文円印 | 蜀山人、狂歌庵米人、浅草庵、六樹園、三陀羅、四方歌垣、俊満の画賛あり                                                                            |
| 月萩図                                                                           | 絹本淡彩     | 1幅        |                  | 熊本県立美術館                           |                      | 落款「俊満并写」/「俊満」朱文円印       | 蜀山人、真顔、市人、古根、三陀羅、六樹園、俊満の画賛あり                                                                                        |
| 年始回礼の遊女と禿図                                                             | 絹本着色     | 1幅        |                  | 大英博物館                               |                      |                                         | |
| 布さらしの美人図                                                                 | 絹本着色     | 1幅        |                  | 大英博物館                               |                      |                                         | |
| 美人観桜図                                                                       | 絹本着色     | 1幅        |                  | 大英博物館                               |                      |                                         | |
| 海辺の美人図                                                                     | 紙本着色     | 1幅        | 81.3x30.3        | メトロポリタン美術館                     | 天明3-4年            |                                         | |
| 玄宗楊貴妃遊楽図                                                                 | 絹本着色     | 1幅        | 53x85.2          | ボストン美術館                           | 天明後期から寛政初期 |                                         | |
| 新年雪中の遊女                                                                   | 絹本着色     | 1幅        | 96.2x32.1        | ボストン美術館                           | 文化期               |                                         | |
| 三島の玉川美人図                                                                 | 絹本着色     | 1幅        |                  | インディアナポリス美術館                 | 1787年（天明7年）    |                                         | |
| 唐美人図                                                                         | 絹本着色     | 1幅        | 96x37            | クリーブランド美術館                     |                      |                                         | |
| Summer: Two women bleaching cloth in a stream: Toi no Tama Gawa 六玉川擣衣の玉川 | 絹本着色     | 1幅        | 184.5x47.7       | フリーア美術館                           |                      |                                         | |
| 桜花遊女道中図                                                                   | 絹本着色     | 1幅        | 75.0x131.0       | ジョン・Ｃ・ウェーバー・コレクション     |                      | 落款「窪俊満画」（花押）                | |
| 二美人図                                                                         | 絹本著色     | 1幅        | 183.0x49.5       | ジョン・Ｃ・ウェーバー・コレクション     |                      | 落款「尚左堂俊満画」/「俊満」朱文円印   | |
| 文持つ遊女                                                                       | 絹本着色     | 1幅        |                  | キヨッソーネ東洋美術館                   | 寛政7-10年           |                                         | |